# Tianchisaurus
Tianchisaurus (лат.) — род травоядных птицетазовых динозавров подотряда тиреофор. Известны из юрских отложений Синьцзян-Уйгурского автономного района (байосский — батский ярусы). Тианхизавр (Тяньчизавр) был травоядным анкилозавром, передвигался на четырёх ногах. Обитал на северо-западе Китая 168 млн лет назад.

## Описание и название
Голотип IVPP V10614 был найден около озера Tianchi в Синьцзян-Уйгурском автономном районе. Остатки динозавра включали кусок черепа (затылочную кость и челюсть), пять шейных, шесть спинных, семь крестцовых и три хвостовых позвонка, рёбра, часть лопатки, кусок плечевой и подвздошной костей, три кости плюсны, две фаланги, кусочки обоих бёдер, большое количество остеодерм и хвостовые узлы.
После выхода в 1993 году фильма «Парк Юрского периода» (Jurassic Park) Стивена Спилберга, финансировавшего раскопки, тианхизавр стали неформально называть «Jurassosaurus». Видовое название ящера — nedegoapeferima — Спилберг составил из первых букв фамилий актёров, снимавшихся в фильме: Сэм Нейл, Лора Дерн, Джефф Голдблум, Ричард Аттенборо, Боб Пек, Мартин Ферреро, Ариана Ричардс, Джозеф Маццелло. В конечном итоге, китайский палеонтолог Донг Чжимин (Dong Zhiming), изучающий ящера, принял название Tianchisaurus. Видовое имя было сохранено.

## Систематика
На данный момент точного систематического положения тианхизавра нет. Большинство учёных относят его к анкилозаврам или анкилозавридам. По мнению Донг Чжимина, тианхизавр, если является представителем данного семейства, был самым ранним анкилозавридом. Поводом к этому заключению послужил факт отсутствия найденной костной булавы, характерной для анкилозаврид.